# Lezkairu

Ubicació de Lezkairu

Lezkairu és un barri de la ciutat de Pamplona, capital de la Comunitat Foral de Navarra. Té una població de 14.883 habitants (cens de 2008). Limita al nord amb el Segon Eixample de Pamplona, al sud i est amb Mendillorri, i a l'oest amb Milagrosa / Arrosabia.
Està situat al sud del Segon Eixample, i a l'est de la Universitat Pública de Navarra. El seu traçat urbà imitarà les illes quadrades de l'Eixample.
Fins ara, el barri presentava un aspecte rural, amb algunes cases i edificis ja desallotjats. Per aquí passaven les canalitzacions de la portada d'aigües des de Subiza del segle xviii. Amb la nova urbanització, quedarà visible un tram d'aquestes canalitzacions, a més de la Font de la Teja, famosa entre els pamplonesos, desmuntada de la seva ubicació original, per a les obres.
Es preveu la construcció de 6000 habitatges, sent una alternativa als cars pisos del Segon Eixample. Tindran garatge, ascensor, traster, i seran d'alta qualitat. Comptarà amb nombroses places, i la seva artèria principal, serà l'Avinguda Juan Pablo II.
Hi haurà 250.000 metres quadrats de parcs i places; i 95.000 d'equipament docent i cultural.
Es preveu que s'acabin les obres al març del 2011.
Les noves obres faran desaparèixer l'estadi del Rematxa Lezkairu, equip del barri.

## Comunicacions
Línies del Transport Urbà Comarcal que comuniquen el barri amb la resta de la ciutat i la Conca de Pamplona.
| Línia    | Trajecte                        | Horari        | Freqüència |
| -------- | ------------------------------- | ------------- | ---------- |
| Línia 17 | Mutilva - Artiberri             | 06:30 - 22:30 | 20´        |
| Línia 23 | Pl. Príncipe de Viana - Olloqui | 06:30 - 22:30 | 60´        |
| Línia 25 | Merindades - Entremutilvas      | 06:36 - 22:06 | 30´        |
| Línia N8 | Bajada de Labrit - Mutilva      | 23:00 - 0:00  |            |